# 후쿠야마 데쓰로

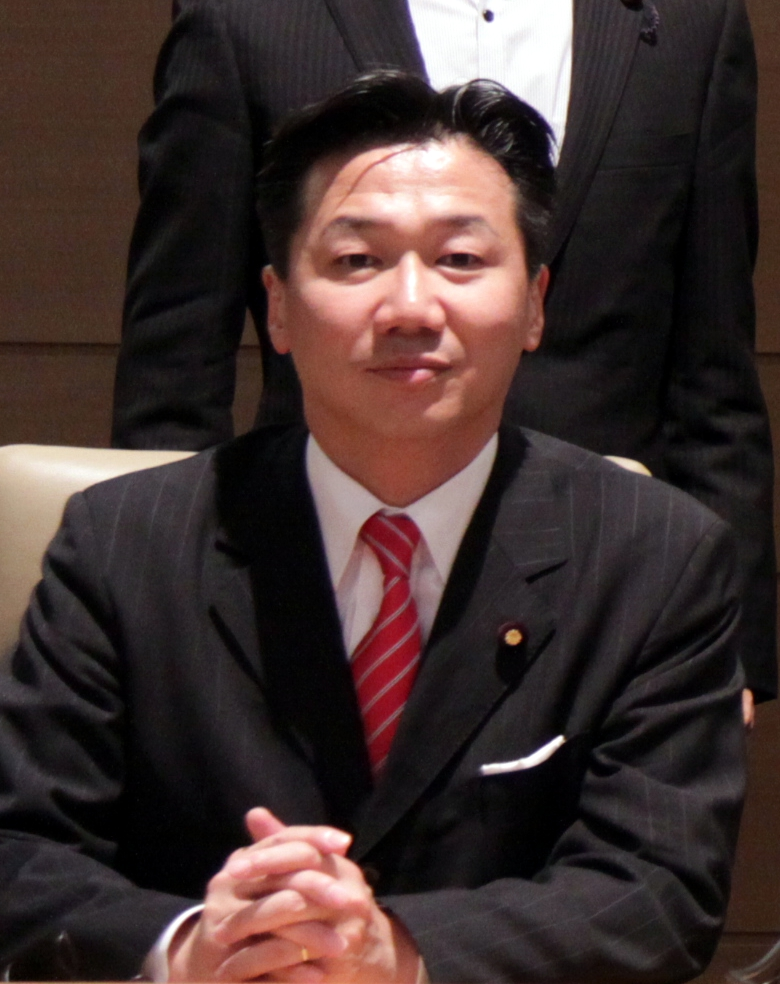
2013년의 후쿠야마 데쓰로.

후쿠야마 데쓰로(일본어: 福山 哲郎, 1962년 1월 19일 ~ )는 일본의 정치인으로, 현재 입헌민주당 소속 참의원이다. 마쓰시타 정경숙 (松下政経塾) 출신이다.
교토부 출신으로, 도시샤 대학 법학부 법률학과를 졸업하고 다이와 증권 (大和證券) 에 입사했다가, 증권 주식 회사를 떠나 마쓰시타 정경숙에 들어갔다. 1991년 스리랑카에 머물면서 A.T 아리야라트네 (Ahangamage Tudor Ariyaratne) 가 주최하는 사회 활동인 사르보다야 운동 (Sarvodaya) 에 참여했으며, 1995년 교토 대학 대학원 법학 연구과 석사 과정을 수료하였다.
첫 중의원 선거였던 1996년 제41회 중의원 의원 선거에서는 낙선했으며, 1998년 제18회 일본 참의원 의원 통상 선거에 출마해 당선된 이후 3기 당선되었다.
하토야마 유키오 내각에서는 외무성 부대신에 임명되었으며 2010년 6월 간 내각의 내각관방성 부장관이 되었다. 간 내각 제2차 개조내각에서도 내각관방성 부장관을 맡고 있다.